# 冥報記
『冥報記』（めいほうき、みょうぼうき）は、中国唐代の唐臨（中文版）撰述の仏教説話、霊験譚を集めた説話集である。
『旧唐書』巻八十五 列傳第三十五及び『新唐書』巻一百一十三 列傳第三十八に唐臨の伝記があるが、養鸕徹定の記した略伝によると、唐臨は「唐臨、京兆長安人、北周の内史の唐瑾の孫なり。高宗の永徽元年（650年）、御史大夫と為し、尋ぐに刑部尚書に遷し、金紫光禄太夫を加ふ。顕慶四年（656年）、事に坐し、貶して潮州刺史と為し、官に卒す、年六十なり。撰するところの『冥報記』大ひに世に行ふ」とある。
『旧唐書』には「所撰『冥報記』二巻、大行於世」と言及されており当時は二巻だったことも察せられるが中国では散佚してしまい不明。日本に伝本がある佚存書である。

## 伝本の概要
日本国内に伝わる主要な鈔本は3種である。
1. 高山寺本：巻子本三巻、序と53話、京都高山寺蔵奈良朝旧鈔本、入唐僧円行（839年帰朝）将来の現存最古の唐鈔本とされる。
2. 前田家本：上中下三巻、序と57話、前田育徳会尊経閣文庫所蔵本、堀河天皇長治二年（1103年書写）の書写奥書がある。
3. 知恩院本：上巻11話、中巻13話、下巻17話、全41話、智恩院所蔵本（三縁山本）、京都国立博物館に委託所蔵[5]。

大正新脩大蔵経所収テキストは高山寺本を底本とし、知恩院本で対校したものである。
その他、古鈔本として清末の楊守敬が駐日公使随員だった際に日本で収集したものがある（現在国立故宮博物院に収蔵）。

## 日本文化への受容
日本国内にあったため平安時代から、広く読まれ文化的影響を与えたが、平安時代初期の景戒撰『日本霊異記（日本国現報善悪霊異記）』と平安時代末期の選者不明の『今昔物語集』が多く研究対象になっている。

### 日本霊異記
日本霊異記への影響に関する言及は、早期のものとしては芳賀矢一の説が挙げられる。それは今昔物語の解説で述べたもので、「かくて平安朝の初、延暦年間には、冥報記、冥報記拾遺等に収められた説話と同一形式のものが、地名と人名とを日本に改めて、日本霊異記となって現れるまでになった。いふまでもなく、諸経典や、冥報記や、日本霊異記も皆漢文である。今昔物語中の仏教説話は取りも直さず、其の日本語化せられたものである」。橋川正はこの説を追認している。
現在の研究では、芳賀説は単なる置き換えという意味では採用されないが、景戒の序論中に影響が撰述理由として表白されている。
「善悪の状を呈すに匪（あら）ずは、何を以てか。曲執を直して是非を定めむ。因果の報を示すに叵（かた）きは、何に由ってか。悪心を改めて善道を修めむ。昔漢地に冥報記を造り、大唐国に般若験記を作りき。何ぞ唯し他国の伝録をのみ愼しみて、自土の奇事を信じ恐りざらむや。粤に起ちて自ら之を矚（なが）むるに、忍び寝るを得ず。居て心之を思うに、默然とすること能わず。故に聊（いささか）側聞することを注し、號して日本國現報善惡靈異記と曰う。上、中、下参卷と作し、以て季の葉に流す」（『日本靈異記 上卷』序文より：興福寺本）

### 今昔物語集
『今昔物語集』は平安時代末期、1120 - 1140年頃までに編纂された質、量ともに日本最高、最大の一大説話集である。『冥報記』から49話を取り込んでいる。

## 関係書籍
- 山田孝雄、山田忠雄、山田英雄、山田俊雄 編『今昔物語集 1-5』 日本古典文学大系 22-26 1959-1963年 岩波書店 ISBN 4000600222、ISBN 4000600230、ISBN 4000600249、ISBN 4000600257、ISBN 4000600265
- 今野達、池上洵一、小峯和明、森正人 編『今昔物語集 1-5』新日本古典文学大系 33-37 1999-1996年 岩波書店 ISBN 4-00-240033-6、ISBN 4-00-240034-4、ISBN 4-00-240035-2、ISBN 4-00-240036-0、ISBN 4-00-240037-9

## 注・出典
1. ↑   中国語版ウィキソースに本記事に関連した原文があります：舊唐書卷八十五
2. ↑   中国語版ウィキソースに本記事に関連した原文があります：新唐書卷一百一十三
3. ↑  知恩院本（後述）に付された 養鸕徹定の識語に唐臨の略伝がある。
4. ↑  玄幸子 2022, p. 128.
5. ↑  三縁山増上寺浄土宗僧侶、仏教史家養鸕徹定が購求していた古写経類中に六七百年前と推定される『冥報記三巻』があり、明治7年第七十五世住職として知恩院に入山する際に持っていき、明治10年に寄贈した。(李銘敬 2002, p. 25-27)
6. ↑  李銘敬 2002, p. 23下.
7. ↑  楊守敬『日本訪書志』卷八に「古鈔本冥報記三卷附冥報記輯本六卷冥報記拾遺輯本四卷」として『冥報記』解題を書き紹介するが、高山寺本を見ておらず、新舊唐志が二卷とし藤原佐世『日本國現在書目』に十卷とすることから、日本における三卷本を日本の僧によるダイジェスト版であると結論付けた。これを受けて、内藤湖南跋では痛烈に楊守敬を批判している。(玄幸子 2022, p. 30)
8. ↑  諸説あるが未決。
9. ↑  小泉弘「日本靈異記と冥報記 : 支那の説話集と我國説話文學との關係についての覺書」『學藝 : 北海道學藝大學機關誌』第1巻第1号、北海道学芸大学、1949年12月、82-87頁、doi:10.32150/00000019、NAID 110004436819。
10. ↑  芳賀矢一編『攷証今昔物語集』1913年 冨山房 国立国会図書館デジタルコレクション 影印 8コマ左、序論 三頁）
11. ↑  『靈異記の研究』1922年、後に『日本仏教文化史の研究』に収録 1924年 中外出版社 国立国会図書館デジタルコレクション 影印 46コマ右
12. ↑  孟献忠撰『金剛般若経集験記』の略称。
13. ↑  原文は「匪呈善惡之狀，何以直於曲執而定是非。叵示因果之報，何由改於惡心而修善道乎。昔漢地造冥報記，大唐國作般若驗記。何唯慎乎他國傳錄，弗信恐乎自土奇事。粤起自矚之，不得忍寢。居心思之，不能默然。故聊注側聞，號曰日本國現報善惡靈異記。作上、中、下參卷，以流季葉」
14. ↑  岩波古典文学大系『今昔物語集』、新岩波古典文学大系『今昔物語集』とも同じで、49話を数える。